# Nguyễn Thị Thật
Nguyễn Thị Thật (sinh ngày 6 tháng 3 năm 1993) là một vận động viên đua xe đạp đường trường và lòng chảo, hiện đang thi đấu cho đội đua xe đạp nữ Roland Cycling.
Cô giành huy chương bạc tại Đại hội Thể thao châu Á 2014, 3 lần vô địch Asian Cycling Championships (Giải xe đạp đường trường vô địch châu Á) vào các năm 2018, 2019, 2023 và giành suất dự Thế vận hội Mùa hè 2024, trở thành vận động viên đua xe đạp đường trường Việt Nam đầu tiên được tham dự Olympic.

## Tiểu sử
Nguyễn Thị Thật sinh ra trong một gia đình thuần nông ở An Giang. Cô từng luyện tập điền kinh nhưng sau đó chuyển qua môn đua xe đạp vào năm 15 tuổi. Khi ấy, huấn luyện viên Ngô Quốc Tiến đã thấy tiềm năng của Nguyễn Thị Thật khi cô đang chạy bộ trên đường làng.
Năm 2018, cô thi đấu cho Trung tâm huấn luyện xe đạp quốc tế (UCI WCC) tại Thụy Sĩ. Năm 2019, cô gia nhập đội đua Lotto Soudal Ladies, nhận lương 2.500 Euro mỗi tháng. Từ đầu năm 2023, cô tập huấn và thi đấu cho đội đua xe đạp Roland của Thuỵ Sĩ.

## Thành tích
Trong sự nghiệp thi đấu, cô đã giành huy chương bạc Đại hội Thể thao châu Á 2014, ba lần vô địch Giải xe đạp đường trường vô địch châu Á cùng năm lần liên tiếp đoạt huy chương vàng tại Đại hội Thể thao Đông Nam Á. Với thành tích vô địch Giải xe đạp đường trường vô địch châu Á 2023, Thật giành suất dự Thế vận hội Mùa hè 2024 và cô cùng Lê Đức Phát được chọn là người cầm cờ Việt Nam ở lễ khai mạc giải đấu này.
Năm 2024, cô được đề cử giải thưởng Cống hiến cho hạng mục Gương mặt thể thao của năm.

## Gia đình
Em gái của cô là Nguyễn Thị Thà. Thà cũng là vận động viên xe đạp nhưng đã giải nghệ sau một tai nạn trên đường đua tại Đại hội Thể thao toàn quốc 2014.